# Frka (album)
Frka drugi je studijski album hrvatske jazz i rock glazbenice Zdenke Kovačiček, kojeg 1984. godine objavljuje diskografska kuća Jugoton.
Glazbu za materijal napisao je Kire Mitrov, dok su tekstovi preuzeti iz knjige poezija "Konstatacija jedne mačke", Slavice Maras. Album je profesionalno snimljen, međutim ostao je dojam da je ispod nivoa vokalnih mogućnosti Zdenke Kovačiček.
Skladba "Frka" nalazi se na kompilaciji 27. Festival Zagreb - Večer Zabavne Glazbe, koju je 1981. godine objavila izdavačka kuća Jugoton.

## Popis pjesama

### A strana
1. "Ono nešto"
2. "Trebalo bi"
3. "Sve je isto"
4. "Sanjala sam san da sam bila tulipan"
5. "Frka"

### B strana
1. "Strast"
2. "Volim te kao konja"
3. "Putovanje"
4. "Ili... Ili..."